# Chondrodysplasie ponctuée type rhizomélique (Type 1)
La chondrodysplasie ponctuée type rhizomélique Type 1 est une maladie de la fonction peroxysomale entraînant un nanisme rhizomélique c'est-à-dire un ralentissement de la croissance osseuse touchant essentiellement l’humérus et le fémur.

À la radiographie osseuse, il existe des calcifications en  point touchant les cartilages  épiphysaires et métaphysaires et des anomalies des vertèbres. Une cataracte est présente à la naissance ou apparaît dans les mois qui suivent. Un défaut de croissance et un retard mental deviennent évidents dans les années qui suivent. La plupart des personnes atteintes ne survivent pas au-delà de dix ans.

Il existe une forme intermédiaire avec cataracte et anomalie radiologique. 
Le gène responsable PEX7  code la péroxine 7 ; le récepteur cytosolique de la protéine PTS2.